# Stackhousiaceae
Stackhousiaceae is een botanische naam, voor een familie van tweezaadlobbige planten. Een familie onder deze naam wordt vrij algemeen erkend door systemen voor plantentaxonomie. Ook het APG-systeem (1998) erkent een familie onder deze naam, maar plaatst haar niet in een orde.
Het APG II-systeem (2003) erkent niet zo'n familie en plaatst de planten in de familie Celastraceae.
Indien erkend, gaat het om een kleine familie, van enkele tientallen soorten.
In het Cronquist-systeem (1981) is de plaatsing van de familie in de orde Celastrales.